# Ronald Drever

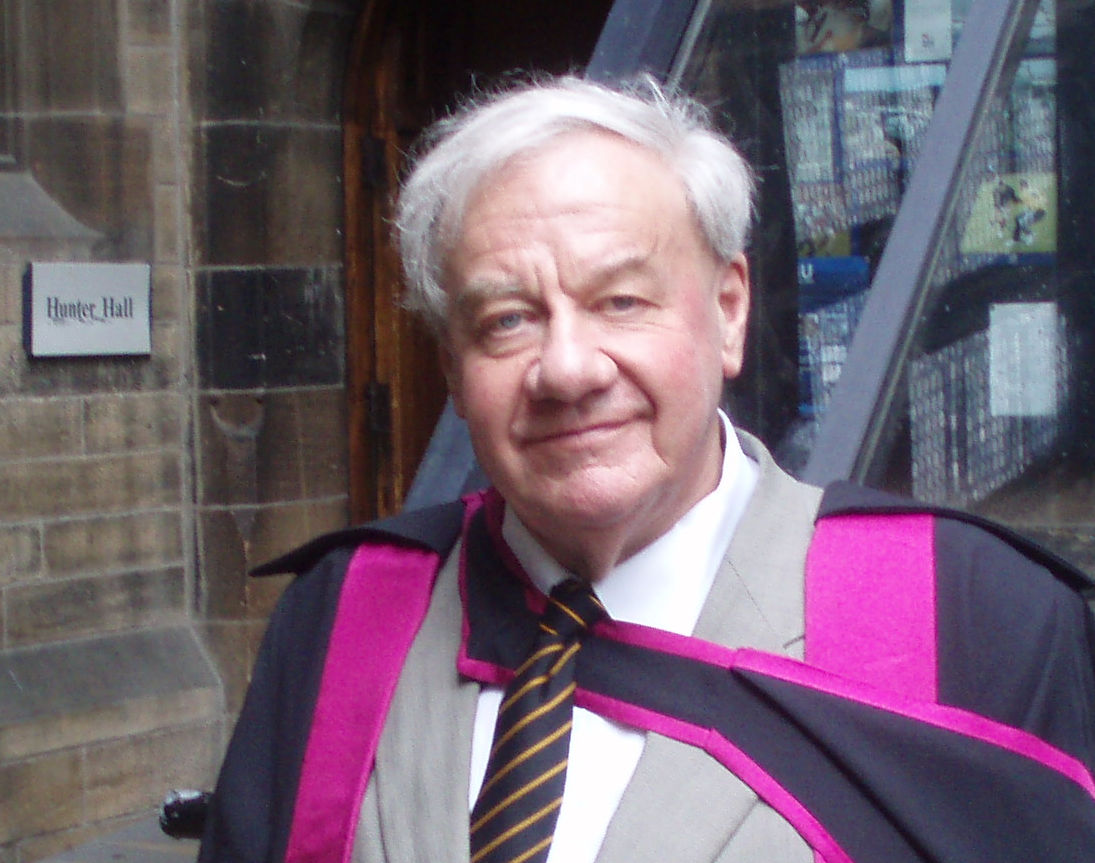
Ronald Drever

Ronald William Prest Drever, född 26 oktober 1931 i Bishopton i Renfrewshire, död 7 mars 2017 i Edinburgh, var en brittisk (skotsk) fysiker. Han var en av de ledande vetenskapsmännen i LIGO-projektet som inrättades för att detektera gravitationsvågor.
Drever studerade vid University of Glasgow och 1979 blev han anställd vid California Institute of Technology. Där gjorde han olika uppfinningar som var avgörande för LIGO-projektets framgång. Han utvecklade bland annat en teknologi för att stabilisera frekvensen hos en laser. Teknologin är uppkallad efter Drever själv och Robert Pound.
Ett experiment som utfördes 1961 av Drever och Vernon Hughes bedöms som en framgångsrik test av Einsteins speciella relativitetsteori.
Thomson Reuters räknar Drever (tillsammans med Kip Thorne och Rainer Weiss) som en av de främsta kandidaterna till nobelpriset i fysik 2016.
Drever drabbades under senare år av demens och levde därefter på ett vårdhem i Edinburgh.